# Zodarion remotum
Zodarion remotum is een spinnensoort in de taxonomische indeling van de mierenjagers (Zodariidae).
Het dier behoort tot het geslacht Zodarion. De wetenschappelijke naam van de soort werd voor het eerst geldig gepubliceerd in 1935 door J. Denis.